# Ischnopteris dispar
Ischnopteris dispar är en fjärilsart som beskrevs av W. Warren 1900. Ischnopteris dispar ingår i släktet Ischnopteris och familjen mätare. Inga underarter finns listade i Catalogue of Life.